# ČSD-Baureihe 477.0
Die Lokomotiven der ČSD-Baureihe 477.0 waren für den Vorortverkehr der großen Städte konzipierte Tenderlokomotiven der einstigen Tschechoslowakischen Staatsbahnen (ČSD). Wegen ihrer markanten Farbgebung erhielten die Lokomotiven vom Betriebsdienst den Spitznamen Papoušek (deutsch: Papagei).

## Geschichte
Entworfen war sie als Weiterentwicklung der Baureihen 475.0 und 476.0. In den Jahren 1951 und 1952 wurden von ČKD Sokolovo insgesamt 38 Maschinen gebaut. Diese waren als 476.101 bis 476.138 nummeriert. Die restlichen 22 Lokomotiven folgten bis 1955. Um die hohe Belastung des hinteren Drehgestells zu beseitigen, wurden ab Nummer 39 die früher ausschließlich hinter dem Führerhaus gelagerten Wasservorräte geteilt. Den hinteren Kohle- und Wasserkasten kürzte man um 300 mm und baute dafür zusätzliche seitliche Wasserkästen über der ersten Kuppelachse an. Der Raum zwischen Wasserkasten und Führerhaus wurde mit einer Blechverkleidung abgedeckt. Gleichzeitig entfiel ab Nummer 39 die vordere Kolbenstangenführung. Der Kessel erhielt eine längere Verbrennungskammer und dadurch kürzere Heiz- und Rauchrohre.
Auf Grund der erhöhten Achsfahrmasse bekamen die Lokomotiven die neue Reihenbezeichnung 477.0. Die zuvor
gelieferten 476.1 wurden in den nachfolgenden Jahren in gleicher Weise umgebaut und in die neue Reihe 477.0 (477.001 bis 477.038) eingegliedert.
Nach Beseitigung einiger Kinderkrankheiten und konstruktiven Verbesserungen entsprachen die Lokomotiven ihrem Aufgabengebiet voll. Sie waren der Gipfel der Entwicklung von Tenderlokomotiven bei den ČSD und seinerzeit die schwersten Tenderlokomotiven Europas. Ausgestattet waren sie mit vielen Neuerungen der Dampflokentwicklung, wie z. B. mechanischer Rostbeschickung, Kylchap-Doppelblasrohr und Druckausgleichskolbenschieber Bauart Trofimoff. Bei den letzten Lokomotiven waren die Achs- und Stangenlager Rollenlager der Bauart SKF. Der Kessel hatte eine pneumatisch betätigte Ausschlackeinrichtung. Die Steuerung der Bauart Heusinger wurde mit einem Druckluftzylinder betätigt.
Auch äußerlich war die Reihe 477.0 eine äußerst elegante Erscheinung. Ihre spitze Rauchkammertür, die Witte-Windleitbleche und die Verkleidung der Dome auf dem Kesselscheitel dienten als Vorlage für die Rekonstruktion der Baureihe 01 der Deutschen Reichsbahn. Auf Grund ihrer farblichen Gestaltung erhielten sie bald den Spitznamen „Papoušek“ (deutsch: Papagei).
Vom Personal waren sie, besonders wegen ihres Stokers, den guten Beschleunigungswerten und der hohen Reibungslast, geschätzt. Sie vermochten einen Zug mit 800 t Masse in der Ebene mit 96 km/h, bei einer Steigung von fünf Promille mit 53 km/h und bei zehn Promille mit 35 km/h zu befördern. Zugeteilt waren sie den Depots in Prag, Brünn, Vrútky, Bratislava, Přerov und Budweis.
1971 waren noch alle Lokomotiven vorhanden. Mit der Elektrifizierung und Verdieselung der Hauptstrecken verlagerte sich ihr Einsatzgebiet mehr in nordtschechische Gebiete. Waren 1978 noch acht Lokomotiven planmäßig eingesetzt, ermöglichten insbesondere die Lieferung weiterer Lokomotiven der ČSD-Baureihe T 478.3, die Lokomotiven bis 1981 auszumustern.
Fabriknummern
476.101 bis 476.115 (477.001 bis 477.015) ČKD 3000 bis 3014 1950
476.116 bis 476.138 (477.016 bis 477.038) ČKD 3015 bis 3037 1951
477.039 bis 477.060 ČKD 3038 bis 3059 1955

## Verbleib
Von den Lokomotiven sind drei betriebsfähig erhalten geblieben; die 477.013 in Poprad, die 477.043 im Eisenbahnmuseum Lužná u Rakovníka und die 477.060 des Technischen Nationalmuseums in Prag. Im Mai 2009 wurde die 477.060 nach Augsburg überführt und befand sich seitdem im Bahnpark Augsburg. Mittlerweile ist die Lokomotive aber wieder zurückgekehrt.

## Galerie

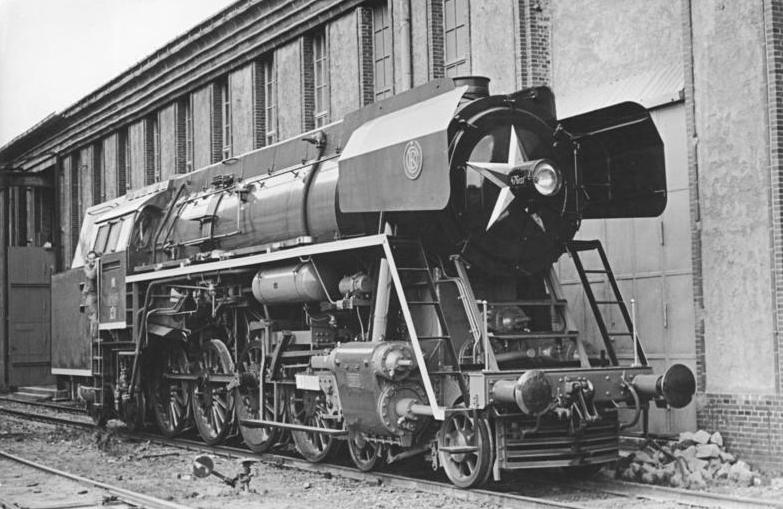
476.137 auf der Leipziger Messe (1952)
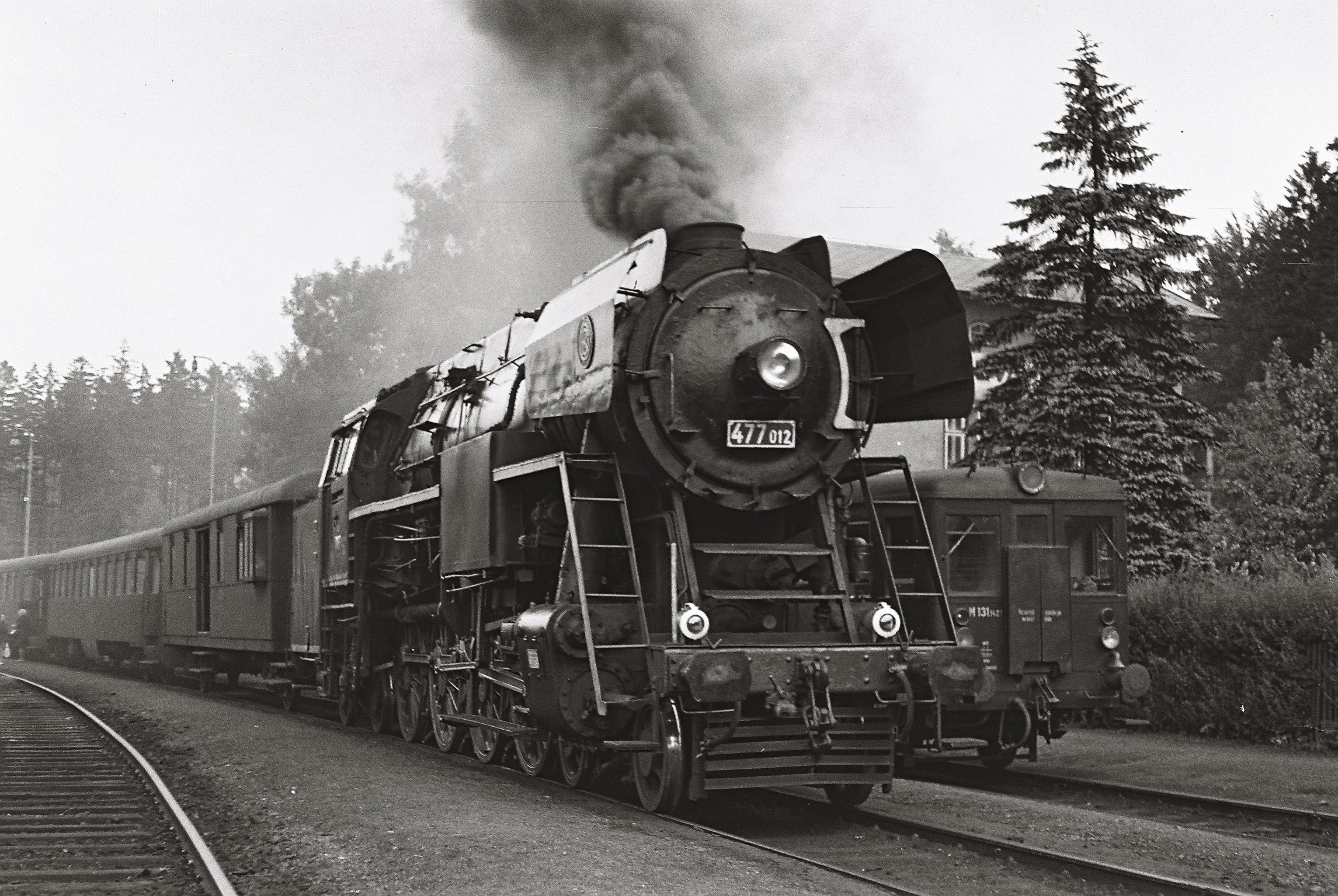
Historische Aufnahme eines Personenzuges, bespannt mit der 477.012 1974 in Jedlová
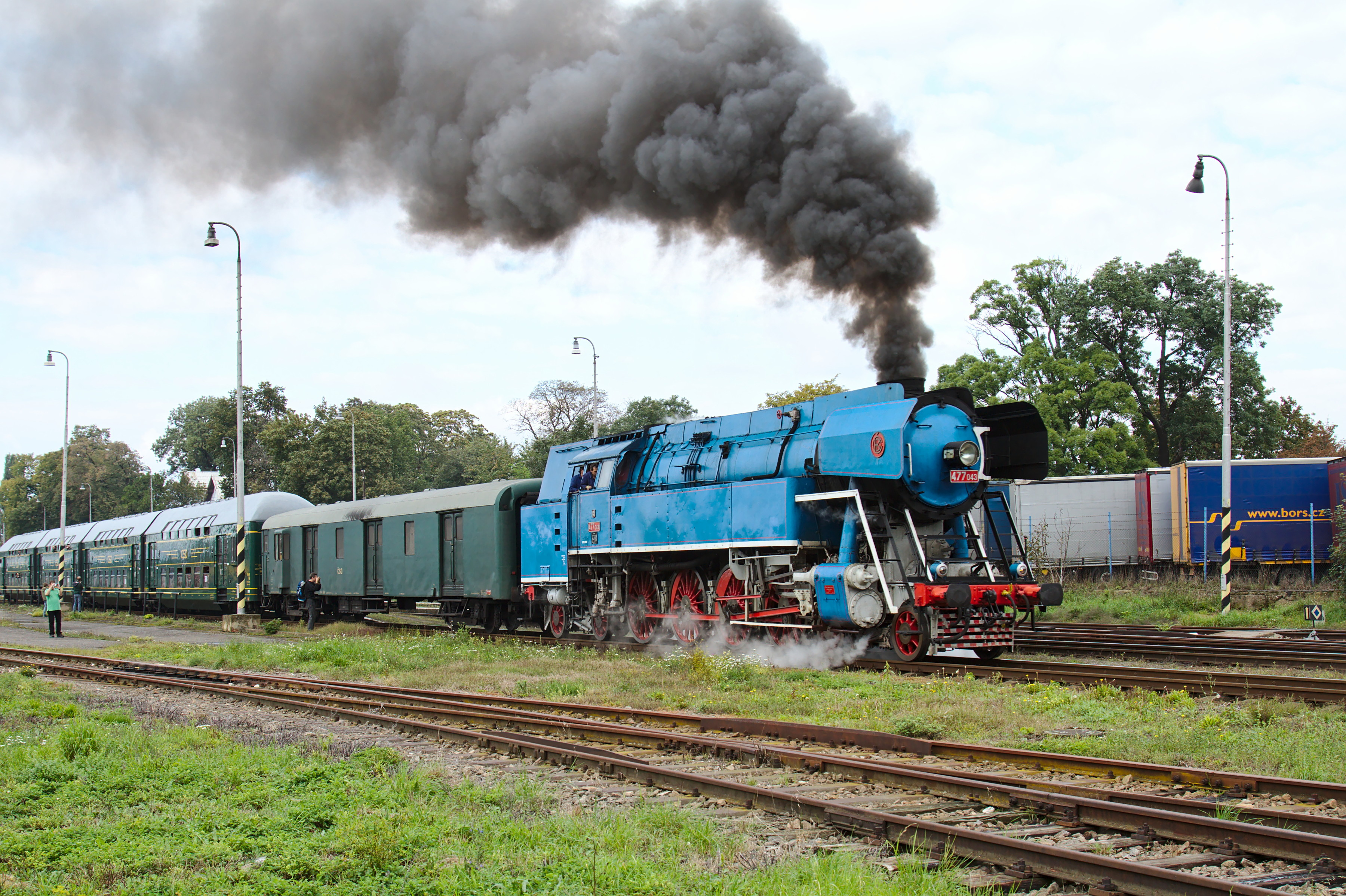
Museumslokomotive 477.043 mit einem Sonderzug in Mikulov
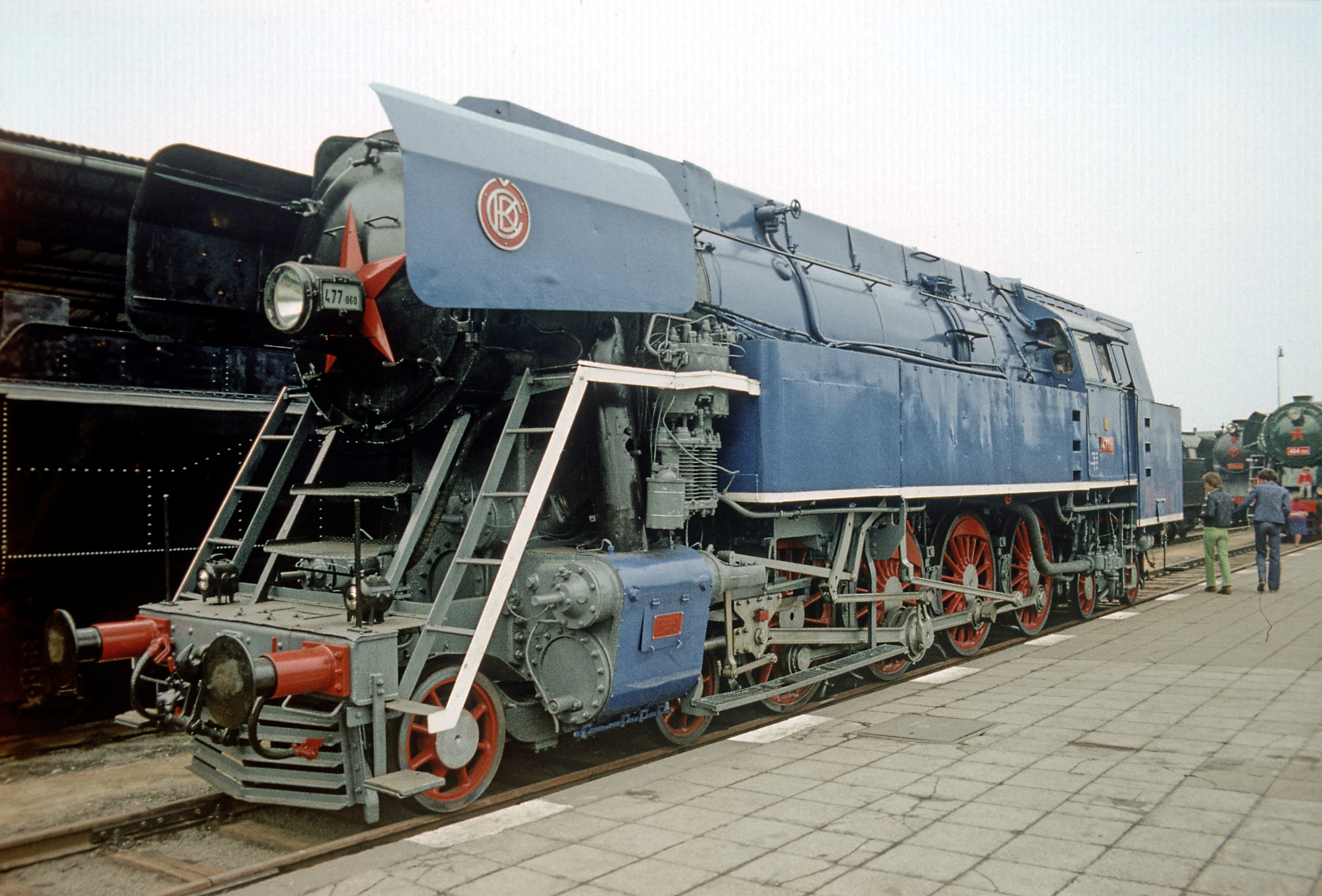
477.060 in Liberec, 1981